# Otto Hassler
Otto Hassler (* 21. Oktober 1843 in Frankenstein, Landkreis Frankenstein, Provinz Schlesien; † 18. Januar 1896 in Gersau) war ein deutscher katholischer und später christkatholischer Geistlicher und Theologe.

## Leben
Otto Hassler stammte aus einer Beamtenfamilie. Nach dem Besuch des Gymnasiums in Breslau studierte er an der dortigen Universität Katholische Theologie. Als Student fand er Unterkunft bei Joseph Hubert Reinkens und schloss Freundschaft mit Franz Hirschwälder. Im Jahre 1867 empfing er die Priesterweihe und wirkte bis 1872 als Kaplan in den schlesischen Orten Striegau und Ziegenhals. 1872 schloss er sich der altkatholischen Bewegung an und wurde altkatholischer Pfarrer in München. Zusammen mit Joseph Hubert Reinkens und Franz Hirschwälder wurde Hassler in demselben Jahr von der Römisch-katholischen Kirche exkommuniziert. 1873 wurde er altkatholischer Pfarrer für Franken in Erlangen. Hassler zog 1876 in die Schweiz und wurde christkatholischer Pfarrer in Olten, nachdem Eduard Herzog zum Bischof gewählt worden war. Ab 1879 war er Pfarrer in Basel. Von 1877 bis 1896 war Hassler Mitglied und Sekretär des Synodalrats der Christkatholischen Kirche der Schweiz, bis 1878 Redaktor der Katholischen Blätter. 1879 entstand unter seiner Mitwirkung das erste christkatholische Gebetbuch.
Hassler war verheiratet mit der aus Winterthur stammenden Schweizerin Henrietta Ernst.

## Veröffentlichungen
- Die christkatholischen Minoritäten der Schweiz. Olten 1882.